# Noc na Karlštejně (film, 1973)
Noc na Karlštejně je český filmový muzikál, který natočil režisér Zdeněk Podskalský v roce 1973 na námět stejnojmenné divadelní hry Jaroslava Vrchlického. Film vyrobilo Filmové studio Barrandov.
Do obsazení filmu zasáhla normalizace, nesměli se v něm již objevit Jan Werich (purkrabí) či Jiřina Jirásková (paní Ofka). Film byl posledním snímkem, ve kterém hrál Jaroslav Marvan. Z filmu pocházejí některé velmi známé písně skladatele Karla Svobody a textaře Jiřího Štaidla v podání Waldemara Matušky a Heleny Vondráčkové.

## Děj
Karel IV. vybudoval hrad Karlštejn s tím, že se na něm nebudou vyskytovat žádné ženy a on se tam bude moci v klidu věnovat mužským záležitostem. Tento zákaz však naráz poruší mladá dívka Alena a císařovna Eliška Pomořanská.
Na hrad Karlštejn, vybudovaný císařem Karlem IV., nesmí vstoupit žádná žena, včetně jeho manželky,  císařovny Elišky Pomořanské. Tento příkaz měl posloužit k tomu, aby se císař mohl v klidu věnovat mužským záležitostem.
Tento zákaz však byl jedné noci porušen hned dvakrát. Na hradě se ocitly dvě ženy – první byla Alena, neteř purkrabího (= správce hradu), která se se svým otcem, když byl opilý, vsadila o to, že si bude moci vzít za muže císařského šenka jménem Pešek, pokud stráví noc na Karlštejně a přitom ji nikdo nechytí. Druhou ženou byla sama císařovna, které se po muži, jehož milovala, natolik stýskalo, že nebrala jeho zákaz na vědomí a místo na svůj hrad Karlík se potají vydala na Karlštejn. První, kdo se o císařovnině přítomnosti dověděl, byl arcibiskup Arnošt. Ten se císařovně rozhodl pomoci a převlékl ji do oděvu šenka Peška. V tomto přestrojení měla strávit noc v předpokojí císaře a pokud by bylo třeba být mu k službám.
Arcibiskup Arnošt přesvědčil šenka Peška, aby předstíral, že je nemocný a vůbec nevycházel ze svého pokoje. To, že Pešek nesmí ze svého pokoje, se ale nelíbilo jeho nastávající Aleně, a tak mu dělala různé naschvály, bavila se s ostatními muži a s ním sotva prohodila pár slov.
Na hradě byli kromě nezvaných hostů i hosté zvaní – s diplomatickým posláním vévoda Štěpán Bavorský a cyperský král Petr, kterému se vůbec nezamlouval zákon zakazující na hradě přítomnost žen.
Oba vážení hosté si ale Aleny všimnou a začínají po ní pátrat. Štěpán Bavorský má noční slyšení u císaře. Přitom si všimne, že v jeho předpokojí hlídá žena. Je to sama císařovna, která podle dohody s arcibiskupem Arnoštem hlídá císařův pokoj v převlečení za Peška. Štěpán, který netuší, že na hradě je více žen než jen jedna, si císařovnu splete s Alenou. Král Petr se s ní pustí do souboje, císařovna ho přemůže a zlomí mu meč. Císař Karel ji okamžitě pozná, jelikož jen jediná žena, která umí lámat meče, je jeho manželka (císařovna Eliška Pomořanská). Když je císařovnino tajemství odhaleno, řekne arcibiskup císaři pravdu.
Císařští manželé se rozhodnou, že ještě tu noc tajně opustí hrad Karlštejn. To se jim však nepodaří, protože Štěpán spolu s Petrem vyvolají poplach, že se na hradě ukrývá žena. Všichni okamžitě onu ženu hledají. Štěpán Alenu nalezne na strážnici a dají se spolu do souboje. Karel IV. však zastaví nejen souboj, ale i celé prohledávání hradu. Císařovna se mezitím převlékne do svých šatů a tajně opustí hrad. Záhy se brána hradu otevírá a císařovna předstírá, že jen náhodou dorazila místo na svůj hrad Karlík na Karlštejn. Karel IV. zruší svůj zákaz týkající se přítomnosti žen na Karlštejně a od té chvíle jsou ženy na hradě vítány stejně tak jako muži.

## Obsazení
- císař Karel IV. – Vlastimil Brodský
- císařovna Alžběta Pomořanská – Jana Brejchová (zpěv: Helena Vondráčková)
- arcibiskup Arnošt z Pardubic – Karel Höger
- král Petr I. Kyperský – Waldemar Matuška
- vévoda Štěpán II. Bavorský – Miloš Kopecký
- purkrabí Ješek – Jaroslav Marvan
- paní Ofka – Slávka Budínová
- neteř purkrabího Ješka, Alena – Daniela Kolářová
- šenk Pešek – Jaromír Hanzlík

## Zajímavosti
- Jedná se o snímek, kde si svoji poslední filmovou roli zahrál herec Jaroslav Marvan (purkrabí Ješek z Vartenberka).
- Jedná se o dílo vytvořené během nejhlubší tvůrčí krize autora
- K filmu složil Jiří Štaidl své poslední písňové texty
- Vlastimil Brodský (císař Karel IV.) a Jana Brejchová (císařovna Alžběta) byli i ve skutečnosti manželé
- Během natáčení scény v kapli sv. Kříže při osvětlení byly na hroty nacházející se po obvodu místnosti nabodány a zapáleny svíčky. To způsobilo poškození výzdoby, které není možné šetrně napravit. Filmaři zřejmě vycházeli z dřívějších teorií, které předpokládaly, že hroty byly určeny k osvětlení. Kvůli absenci nádobek na drahý včelí vosk jsou však nyní interpretovány jako zpodobnění trnové koruny Ježíše Krista.[1]
- Jako v mnoha jiných filmech, i zde se vyskytuje několik chyb. Některé jsou historické, jiné filmařské:
  - V úvodní scéně projde v pozadí muž s jízdním kolem - z digitalizované verze bylo vyretušováno
  - Ve filmu se během záběrů střídají roční období
  - V jedné scéně je na Peškově kostýmu vidět zdrhovadlo
  - Karel IV. recituje Nerudovy verše
  - Nově postavený Karlštejn má oprýskanou omítku a hromosvod
  - Během písně Muži nejlíp sluší sólo vytahují z hradní studny muže. Když jej vytáhnou ven, nemá ve vědrech vodu
  - Když byl roku 1365 Karlštejn dokončen, vypadal jinak. Ve filmu se hrad vyskytuje po Mockerově přestavbě.
- Legenda o zákazu pobytu žen na Karlštejně má svůj základ ve skutečných omezeních, která se týkala pobytu žen a manželského života na Karlštejně, týkala se však pouze některých jeho prostor.

## Odvozená díla
Výběr písní a dialogů byl vydán na gramofonové desce.
V letech 2004—2018 byl uváděn v Hudebním divadle Karlín v režii Petra Novotného muzikál Noc na Karlštejně s písněmi z tohoto filmu.
Na nádvoří hradu Karlštejn byla vůbec poprvé uvedena muzikálová verze 1. července 2016 v produkci Janise Sidovského a v režii Václava Knopa. Představení bylo kritikou označeno za perlu letních scén, získalo nominaci na cenu Thálie pro Hanu Holišovou v roli královny Elišky a v roce 2021 na nádvoří oslavilo 100. reprízu
V rámci oslav 40. výročí natočení filmu se 22. srpna 2013 uskutečnil na nádvoří hradu Karlštejn koncert pod širým nebem, který připomněl písně z muzikálu v provedení nové generace umělců. V produkci Janise Sidovského zde vystoupili Vojtěch Dyk, Matěj Ruppert, Zuzana Stivínová, Jan Budař a další umělci, kteří zpívali za doprovodu Českého národního symfonického orchestru. Záznam natočila Česká televize.